# Upton (Maine)
Upton és una població dels Estats Units a l'estat de Maine (EUA). Segons el cens del 2000 tenia 62 habitants.

## Demografia
Segons el cens del 2000, Upton tenia 62 habitants, 33 habitatges, i 20 famílies. La densitat de població era de 0,6 habitants/km².
Dels 33 habitatges en un 9,1% hi vivien nens de menys de 18 anys, en un 51,5% hi vivien parelles casades, en un 6,1% dones solteres, i en un 36,4% no eren unitats familiars. En el 24,2% dels habitatges hi vivien persones soles el 3% de les quals corresponia a persones de 65 anys o més que vivien soles. El nombre mitjà de persones vivint en cada habitatge era d'1,88 i el nombre mitjà de persones que vivien en cada família era de 2,14.
Per edats la població es repartia de la següent manera: un 6,5% tenia menys de 18 anys, un 1,6% entre 18 i 24, un 17,7% entre 25 i 44, un 51,6% de 45 a 60 i un 22,6% 65 anys o més.
L'edat mediana era de 56 anys. Per cada 100 dones de 18 o més anys hi havia 114,8 homes.
La renda mediana per habitatge era de 35.000 $ i la renda mediana per família de 55.625 $. Els homes tenien una renda mediana de 26.250 $ mentre que les dones 0 $. La renda per capita de la població era de 24.320 $. Entorn del 19% de les famílies i el 27,3% de la població estaven per davall del llindar de pobresa.